# Gaibana
Gaibana è una frazione di Ferrara di 240 abitanti facente parte della Circoscrizione 2.
Dista 11 km da Ferrara, alla quale è collegata dalla strada statale 16 Adriatica. 
L'abitato si sviluppa lungo la via Ravenna (antico corso della strada Adriatica, ora affiancato da una superstrada) tra i paesi di Gaibanella e Monestirolo ed è affiancato dal canale Primaro, corrispondente ad un ramo deltizio fossile del Po. 
Del piccolo borgo si hanno notizie documentate già nel 1189 in una bolla papale di Clemente III. 
Gaibana gode di un paesaggio principalmente costituito da campi coltivati e campagna che ne fanno un territorio ideale per la propria economia basata sulla frutticoltura, floricoltura e orticoltura.

## Monumenti e luoghi d'interesse

### Architetture religiose
- Chiesa della Natività della Beata Maria Vergine, di origine romanica.